# Pelodesis viridifera
Pelodesis viridifera là một loài bướm đêm trong họ Noctuidae.